# سامح زعبي
سامح زعبي (بالعبرية: סאמח זועבי‏) هو مخرج أفلام، وكاتب سيناريو عربي إسرائيلي، ولد في قرية اكسال المنطقة الشمالية عام 1975.
في العام 1998 حاز على شهادة الأدب الإنجليزي والدراسات السينمائية من جامعة تل ابيب، وعلى الماجستير في الإخراج من كلية الفنون في جامعة كولومبيا عام 2005. فاز فيلمه “بي كوايت” على المرتبة الثالثة في لائحة اختيارات مؤسسة السينما في مهرجان كان عام 2005.

## وصلات خارجية
- سامح زعبي على موقع IMDb (الإنجليزية)
- سامح زعبي على موقع روتن توميتوز (الإنجليزية)
- سامح زعبي على موقع ألو سيني (الفرنسية)
- سامح زعبي على موقع أول موفي (الإنجليزية)
- سامح زعبي على موقع قاعدة بيانات الفيلم (الإنجليزية)
- سامح زعبي على موقع ليتربوكسد (الإنجليزية)
- سامح زعبي على موقع كينوبويسك (الروسية)